# Tabanus aeneus
Tabanus aeneus är en tvåvingeart som beskrevs av Surcouf 1907. Tabanus aeneus ingår i släktet Tabanus och familjen bromsar. Inga underarter finns listade i Catalogue of Life.